# Shannon Reed
Shannon Reed es un personaje ficticio de la telenovela australiana, Home and Away, interpretada por Isla Fisher. Ella hizo su primera aparición el 16 de septiembre de 1994. Ella se marchó de la serie el 6 de agosto de 1997. Ashley Murray interpretó una versión más joven de Sharon en las escenas retrospectivas.

## Casting
La actriz Isla Fisher tenía 19 años cuando ella se unió al reparto de Home and Away en 1994, poco después de terminar su papel de Robyn Devereaux en Paradise Beach. Fisher fue escogida junto con Shane Ammann para los papeles de Shannon Reed y Curtis Reed respectivamente.
En una entrevista con Rachel Browne de The Sun-Herald, Fisher habló del éxito y de su experiencia en la serie. “Me gusta trabajar en Home And Away, pero es una gran carga de trabajo, así que me estreso mucho. Trabajamos unas 15 horas al día, incluido el tiempo que se tarda en aprender líneas”. Ella añadió: “Sé que mucha gente trabaja en esos tipo de horas, pero creo que realmente lo sentimos porque la mayoría de nosotros somos jóvenes y bastante inexpertos. Realmente no tengo una vida. Lo que ves en la pantalla es lo que hago. Pero estoy muy agradecido porque es una buena experiencia”.

## Desarrollo

### Anorexia
Shannon pierde confidencia en ella mismo cuando Shane Parrish rechaza sus insinuaciones románticas. Ella comienza a pasar hambre y desarrolla anorexia. Ella logra convencer a todos que esta bien, a pesar de saltarse las cenas familiares. Shannon se desmaya y casi se ahoga mientras estaba nadando. Después de ser rescatada, sus amigos y familiares la llevan al hospital para recibir tratamiento y comienza un largo proceso de recuperación.

### Katherine Walker
Los productores exploraron el origen del personaje con la introducción de su madre biológica Katherine Walker en 1996. La trama comienza con Shannon decidiendo encontrar a su madre, en contra del consejo de Pippa. El departamento de acogida del estado organiza una reunión entre Shannon y su madre, la cual no se presenta. En cambio, Katherine observa a Shannon desde lejos, ya que no puede reunir el valor para hablar con ella. Un escritor de Inside Soap explicó que Shannon fue criada por Elizabeth Reed cuando tenía 12 años. Elizabeth finalmente adoptó a Shannon y a su hermano adoptivo Curtis. Sin embargo, ella murió más tarde en un accidente automovilístico. El escritor pensó que Shannon no necesitaba el rechazo de su madre además de sus recientes “problemas de adolescencia”.

### Sexualidad
Shannon era bisexual. En su último hilo argumental se dio a entender que se había mudado con una compañera, pero nunca se declaró directamente. Shannon tuvo varias relaciones románticas con personajes masculinos durante su tiempo en la serie, pero formó una relación íntima con Mandy Thomas, una autora que la inspira a seguir una carrera en la escritura. Su amistad con Mandy, una mujer mayor gay, deja a Shannon cuestionando su propia sexualidad.

### Salida
Fisher eligió salir de la serie en junio de 1997. Ella admitió que estaba triste por dejar el programa, pero quería ir y hacer otras cosas. Fisher se mudó a Londres después de abandonar Australia, antes de mudarse a París, donde asistió a la Escuela Internacional de Teatro Jacques Lecoq, una escuela de formación en teatro y artes.

## Recepción
Por su interpretación de Shannon, Fisher estuvo nominada al Premio Logie para el Nuevo talento femenino más popular en 1995. En 1997, ella recibió una nominación para la Actriz Más Popular. Nina Myskow del Daily Mirror catálogo a Shannon como “exuberante”.